# Estação de San Martín de la Vega
San Martín de la Vega é uma estação situada no município municipio homónimo, a norte do casco urbano numa zona ainda não urbanizada. Possui um parque de estacionamento e uma carreira de autocarros urbana que a comunica com o centro de San Martín de la Vega.
A sua tarifa corresponde à zona B3, segundo o Consórcio Regional de Transportes de Madrid

## Linhas e ligações
Até ao dia 4 de abril de 2012, esta estação era servida pela linha C-3a, estando desativada desde então.
| linha | estação >      | destino/procedência |
| ----- | -------------- | ------------------- |
|       | Parque de Ocio | Pinto               |